# Astragalus darlingtonii
Astragalus darlingtonii är en ärtväxtart som beskrevs av Dieter Podlech. Astragalus darlingtonii ingår i släktet vedlar, och familjen ärtväxter. Inga underarter finns listade i Catalogue of Life.